# زندگی و مرگ کلنل بلیمپ
زندگی و مرگ کلنل بلیمپ (انگلیسی: The Life and Death of Colonel Blimp) فیلمی در ژانر رمانتیک به کارگردانی مایکل پاول و امریک پرسبرگر است که در سال ۱۹۴۳ منتشر شد.

## بازیگران
- دبورا کار
- آنتون والبروک
- رولاند کالور
- پاتریک مکنی
- فلیکس آیلمر
- فردی مین
- جان لوری
- والنتین دایل
- کارل یافه
- والی پچ